# Club Rubio Ñu
Club Rubio Ñu je paraguayský fotbalový klub sídlící ve městě Asunción. Byl založen 24. srpna 1913, letopočet založení je i v klubovém emblému. Své domácí zápasy hraje na stadionu Estadio La Arboleda s kapacitou 8 000 míst. Klubové barvy jsou bílá a zelená.

## Úspěchy
- 7× vítěz paraguayské 2. ligy (1926, 1941, 1954, 1961, 1963, 1972, 2008)[2]